# Løvens hjerte
Løvens hjerte er det femte studiealbum fra den danske sanger og sangskriver Thomas Helmig, der blev udgivet den 19. april 1990 på Genlyd. Om albummets titel har Helmig udtalt: "Forskellen på løver og mennesker er så lille, at jeg synes det var naturligt at kalde min plade Løvens Hjerte. Den handler jo også om parringsritualer og territorie-afmærkning." Albummet havde i december 1990 solgt 85.000 eksemplarer.
Løvens hjerte var Helmigs femte og sidste i en række af dansksprogede album indtil Helmig herfra udkom i 2006.

## Spor
Alt tekst og musik er skrevet af Thomas Helmig, undtagen hvor noteret.

### CD-udgave
| #   | Titel                                         | Længde |
| --- | --------------------------------------------- | ------ |
| 1.  | "Modvind"                                     | 3:22   |
| 2.  | "Brønde uden vand"                            | 4:19   |
| 3.  | "Giv mig din mund"                            | 4:47   |
| 4.  | "En gang til"                                 | 3:25   |
| 5.  | "Blåvejr"                                     | 4:40   |
| 6.  | "Bimbo i himlen" (Thomas Helmig, Aske Jacoby) | 4:11   |
| 7.  | "Mit livs kærlighed"                          | 3:04   |
| 8.  | "Come on, baby"                               | 3:42   |
| 9.  | "Lad mig aldrig miste dig"                    | 3:41   |
| 10. | "Alle dine veje"                              | 3:42   |
| 11. | "Nu stjerne" (Gnags)                          | 3:59   |

### LP-udgave
| 1. | "Modvind"          | 3:22 |
| 2. | "Brønde uden vand" | 4:19 |
| 3. | "Giv mig din mund" | 4:47 |
| 4. | "En gang til"      | 3:25 |
| 5. | "Blåvejr"          | 4:40 |

| 1. | "Bimbo i himlen" (Helmig, Jacoby) | 4:11 |
| 2. | "Mit livs kærlighed"              | 3:04 |
| 3. | "Come on, baby"                   | 3:42 |
| 4. | "Alle dine veje"                  | 3:41 |
| 5. | "Nu stjerne" (Gnags)              | 3:42 |
| 6. | "Lad mig aldrig miste dig"        | 3:59 |

## Hitlisteplacering
| Hitliste (1990) | Højeste placering |
| --------------- | ----------------- |
| Danmark         | 1                 |

## Medvirkende
- Thomas Helmig – sang, guitar, keyboards, piano, percussion, kor
- Claes Antonsen – trommer, percussion, guitar
- Aske Jacoby – guitar, bas, keyboards, kor
- Jai Winding – keyboards, piano
- Tom R. Andersen – programmering
- Lars "Larry" Danielsson – bas